# Hans Flower
Hans Flower (echte naam: Gaston De Vester) (Merksem, 4 juli 1907 – aldaar, 31 januari 1992) was een Vlaams pianist en componist.
Als musicus was hij grotendeels autodidact, alhoewel hij wel enige aanwijzingen kreeg van Paul Gilson. Hij speelde gedurende de jaren 1929-1931 piano in een aantal Antwerpse bioscopen en was daarna pianist-repetitor bij de Antwerpse operettes van het Luna en Scalatheater (1931-1933). Daarna was hij pianist in het cabaret en vormde een septet om hem heen, waarmee hij de Tweede Wereldoorlog doorkwam. Na die oorlog was hij veelvuldig op de Belgische radio te horen, maar speelde ook wel in de luxere restaurants in Antwerpen. Van 1955 tot 1961 was hij voorzitter van de auditiecommissie van de BRT inzake medewerkers in muziek. Van zijn hand verscheen de klassieke Suite L’Eau (1939) voor een tentoonstelling in Luik. Hij schreef een aantal operettes met titels als De koning van Hollywood (1931), Anita my love (waarvoor zijn vrouw Co Flower de tekst schreef, 1959), de musicals Burger Bluffer (1964) en My fair Lagardère (1965) en filmmuziek voor De klucht van de brave moordenaar (1956), Vuur, liefde en vitaminen? (1957), Het geluk komt morgen (1958), Vrijgezel met veertig kinderen (1959) en Wat doen we met de liefde met Anni Anderson.
Flower componeerde honderden populaire deuntjes, zoals Wel Te Rusten (gezongen door Renaat Verbruggen), Venezia en Twee blauwe kinderogen (gezongen door Jean Walter). Ook drie inzendingen van de Vlaamse televisie voor het Eurovisiesongfestival waren van zijn hand: “Hou toch van mij” en “September gouden roos”, gezongen door Bob Benny, en “Waarom”, vertolkt door Jacques Raymond.

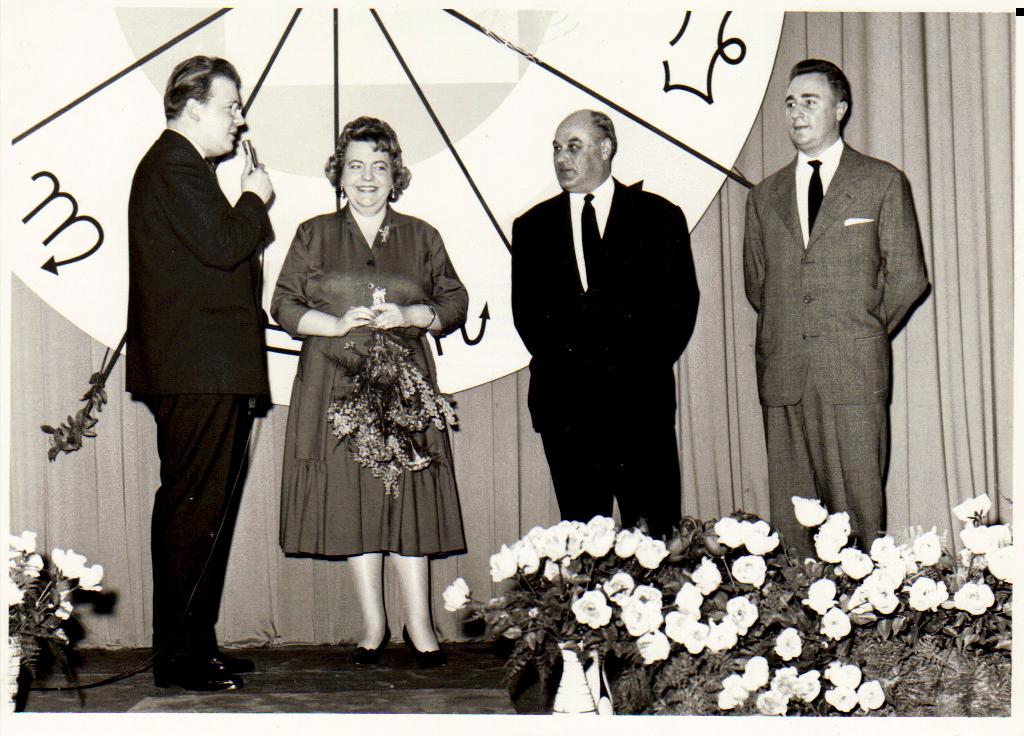
Ke Riema met o.a. Hans Flower en Bob Benny n.a.l.v. de selectie voor het Eurovisiesongfestival in Cannes met "Hou toch van mij".

Flower overleed in 1992, enkele maanden later gevolgd door zijn vrouw. Ze liggen naast elkaar begraven op het kerkhof Zwaantjes in Merksem.
- Gemeinsame Normdatei: 143935860
- International Standard Name Identifier: 0000 0001 1905 2386
- MusicBrainz: 2cebecd0-91ce-44fb-8841-8c2fd9d5ed6c
- Virtual International Authority File: 170182085